# Đô đốc hạm đội (Nga)
Bài viết này nói về cấp bậc đô đốc 4 sao của Hải quân Nga, đừng nhầm lẫn với cấp bậc Đô đốc Hải quân Liên bang Xô viết, tương đương cấp bậc OF-10 trong quân đội NATO.
Đối với cấp bậc tương đương cấp bậc OF-9 trong lực lượng hải quân Anglophone, hãy xem Đô đốc hạm đội; trong Hải quân Liên Xô trước đây, xem Đô đốc hạm đội (Liên Xô).
Đô đốc hạm đội (tiếng Nga: aдмирал флoта, admiral flota) là cấp bậc hải quân cao nhất của Liên bang Nga. Nó tương đương với cấp bậc Đại tướng lục quân trong quân đội Nga hiện nay. Cấp bậc này tương đương với cấp bậc đô đốc 4 sao của nhiều quốc gia khác. Nguyên soái Liên bang Nga là cấp bậc cao nhất duy nhất trong toàn lực lượng vũ trang Nga, không phân biệt quân chủng.

## Danh sách các đô đốc hạm đội Nga
- Feliks Gromov (s. 1937); thăng 1996.
- Vladimir Kuroyedov (s. 1944); thăng 2000.
- Vladimir Masorin (s. 1947); thăng 2006.